# Pratylenchus penetrans
Pratylenchus penetrans ist eine Fadenwurm-Art. Er ist ein wandernder Pflanzenparasit, der sich in die Wurzeln der Wirtspflanzen bohrt.

## Beschreibung
Der ausgewachsene Wurzelnematode wird weniger als einen Millimeter lang. Der Kopf ist abgeflacht mit zwei, drei oder vier Ringen. Ein Hydroskelett des Kopfs ist von dem des Körpers unterschieden, auch äußerlich ist eine Abgrenzung zwischen Kopf und Rumpf schwach erkennbar.
Im Darmraum existiert eine deutliche Mittelwölbung. Hintenliegende Lappen aus Drüsengewebe bedecken bauchseitig den Darmraum.
Die Weibchen verfügen über eine hintenliegende Vulva mit einer davorliegenden Gonade und einem kurzen vaginalen Sack. Das hintere Wurmende ist zylindrisch bis konisch. Männchen haben ein konisches Ende mit einer gut erkennbaren Bursa copulatrix, die bis ganz in die Spitze des Wurmendes reicht.
Die Chromosomenzahl beträgt n = 12.

## Lebenszyklus
Pratylenchus penetrans ist ein wandernder Endoparasit. Wie alle Nematoden pflanzt er sich geschlechtlich fort. Das Weibchen legt Eier in Pflanzenwurzeln oder in den Boden.
Nach dem Schlüpfen häuten sich die jungen Wurzelnematoden dreimal, bis sie selbst geschlechtsreif sind. Der gesamte Lebenszyklus dauert 30 bis 86 Tage und ist stark temperaturabhängig. Am kürzesten leben sie bei 30 °C.
Sowohl ausgewachsene als auch Jungtiere bohren sich in die Wurzeln von Pflanzen. Dies geschieht in der Regel in der Elongationszone der Wurzel.

## Verbreitung und Lebensraum
Pratylenchus penetrans ist vor allem in der gemäßigten Zone heimisch. Funde wurden aus den Vereinigten Staaten, ganz Europa, Australien, Kanada, Ägypten, Indien, Japan, Neuseeland, Peru, den Philippinen, Russland und aus Südafrika gemeldet.
Pratylenchus penetrans hat mehr als 350 Wirtspflanzen, an denen sie saugt, unter diesen finden sich viele Kulturpflanzen wie Äpfel, Kirschen und auch andere Obstbäume. Aber auch Rosen, Tomaten, Kartoffeln, Mais, Zuckerrohr, Lilien und viele andere Pflanzen dienen als Wirt.